# Vesly (Eure)
Vesly település Franciaországban, Eure megyében. Lakosainak száma 621 fő (2022. január 1.). Vesly Villers-en-Vexin, Gamaches-en-Vexin, Chauvincourt-Provemont, Noyers, Guerny, Authevernes és Les Thilliers-en-Vexin községekkel határos.

## Népesség
A település népessége az elmúlt években az alábbi módon változott:
| Lakosok száma | 444  | 459  | 538  | 639  | 684  | 672  | 694  | 657  | 639  | 621  |
|               | 1968 | 1982 | 1990 | 2006 | 2013 | 2015 | 2017 | 2019 | 2020 | 2022 |